# Chiesa di San Leone (Cenate Sopra)
La chiesa di San Leone papa è il principale luogo di culto cattolico di Cenate Sopra della diocesi di Bergamo elevata a parrocchia nel 1611.

## Storia
La necessità di costruire una nuova chiesa nacque dalla divisione della comunità di Cenate piuttosto sparsa, in due località, Cenate sopra e Cenate Sotto, con la chiesa di San Martino sul territorio di Cenate Sotto, restava quindi solo l'antica chiesa intitolata a sant'Ambrogio ma che giaceva in gravi condizioni.Fu san Carlo Borromeo nella visita pastorale del 1575, a imporre la demolizione di quella antica per la costruzione di un nuovo edificio. Non fu però possibile attuare subito le disposizioni del cardinale, in quanto la comunità trovò l'opposizione del pre' Leone Cucchi che parroco di San Martino perdeva diritti sulla nuova chiesa. 
La chiesa fu costruita solo nel 1611 godendo dell'autorizzazione del pre' Leone Cucchi in cambio della costituzione di una dote di 50 scudi. La chiesa prese la nuova intitolazione a san papa Leone I  quale forma di ringraziamento al prelato.La prima funzione religiosa venne celebrata il 27 aprile 1611 detta in cura d'anime, dato riportato il 19 giugno 1614 nella visita pastorale del vescovo Giovanni Emo.
Nel 1690 su progetto di Giovan Battista Caniana, l'edificio ebbe una prima rimodulazione. Nel 1923 venne realizzato un nuovo progetto dall'architetto Luigi Angelini che diede alla chiesa la nuova architettura settecentesca. Lavori che terminarono nel 1926.

La chiesa dedicata a san Leone papa fa parte del vicariato di Trescore Balneario.

## Descrizione

### Esterno
L'edificio è preceduto da un sagrato delimitato da un muretto; si presenta con una facciata settecentesca con la parte centrale avanzata, legata con le due parti laterali ricurve. Due cornici marcapiano la dividono su tre ordini. Il primo ordine presenta il grande portale in marmo di Zandobbio terminante dal timpano spezzato. Sull'ordine superiore il finestrone centinato che illumina l'interno della chiesa. 

### Interno
L'interno è preceduto da una bussola in legno che collega all'unica navata a croce greca dove è presente la grande cupola centrale sostenuta da quattro doppi arconi con doppie catene, a cui si collegano le quattro braccia dei lati dell'aula che hanno le medesime dimensioni. La cupola è correlata da quattro finestre a sesto acuto e ornata dagli affreschi raffiguranti: Mosè che predica al suo popolo, il ritrovamento della Croce di Gesù, la visita di Costantino e il trionfo della Santa Croce.
Gli altari sono ornati dai dipinti di Gian Paolo Cavagna, la Madonna in trono con santi di Carlo Ceresa, opere di Antonio Cifrondi e Francesco Capella, la Predicazione del Battista di Giovanni Scaramuzza nonché la grande tela di Giovan Battista Moroni dell'Assunta proveniente dalla chiesa di Santa Maria del Misma, e posta sull'altare maggiore per proteggerla dopo un tentativo di furto avvenuto agli inizi del XIX secolo.